# Tōgō Heihachirō
Tōgō Heihachirō (東鄉平八郎; Hán-Việt: Đông Hương Bình Bát Lang; 27 tháng 1 năm 1848 – 30 tháng 5 năm 1934) là một võ sĩ Nhật Bản và là một quân nhân trong Hải quân Đế quốc Nhật Bản. Ông đã được phong các chức nguyên soái đại tướng hải quân, hầu tước, được trao Huân chương Hoa cúc, Huân chương quân công hạng nhất, được thờ như một vị thần cấp tòng nhất vị. Ông là một trong những anh hùng thủy tướng vĩ đại nhất của đất nước mặt trời mọc. Ông được báo chí phương Tây đặt cho biệt hiệu "Nelson của phương Đông".

## Đầu đời
Tōgō sinh ngày 27 tháng 1 năm 1848 (lịch dương) ở quận Kachiyacho, thành phố Kagoshima, phiên bang Satsuma (hiện nay là tỉnh Kagoshima) ở nước Nhật thời phong kiến. Cha ông là một Samurai, người phục vụ cho thị tộc Shimazu, Tōgō có ba người anh em.
Kachiyacho là một trong những quận sinh sống của chiến binh samurai tại thành phố Kagoshima, trong đó rất nhiều nhân vật lừng danh khác của thời kỳ Minh Trị từng được sinh ra tại đây như Saigō Takamori và Okubo Toshimichi. Họ đã vươn lên thành những nhân vật then chốt dưới thời Thiên hoàng Minh Trị, một phần vì thị tộc Shimazu là một lực lượng quân sự hùng mạnh cũng như những yếu tố về chính trị trong chiến tranh Mậu Thìn chống lại Mạc phủ Tokugawa (Đức Xuyên Mạc phủ) và cả những yếu tố chính trị trong cuộc Minh Trị duy tân.

## Những trận chiến Tokugawa (1863-1869)
Trải nghiệm chiến đấu đầu tiên của Tōgō là trong chiến tranh Anh-Satsuma (tháng 8 năm 1863) khi ông 15 tuổi, trong đó thành phố Kagoshima bị hải quân Hoàng gia Anh oanh tạc nhằm trừng trị đại danh của tỉnh Satsuma vì vụ ám sát Charles Lennox Richardson trên đường Tōkaidō năm trước đó, trong đó Nhật Bản từ chối trả tiền bồi thường.
Năm sau đó, phiên Satsuma thành lập một đội hải quân, trong đó Tōgō và hai người anh của ông được kết nạp vào đội. Tháng 1 năm 1868, trong suốt chiến tranh Mậu Thìn, Tōgō được phong lên làm người cầm lái cho tàu chiến hơi nước Kasuga, con tàu đã tham gia trong thủy chiến Awa, gần Osaka, chống lại lực lượng hải quân của Mạc Phủ, đây là trận thủy chiến đầu tiên của Nhật Bản giữa những hạm đội tàu hiện đại.
Khi mà trận chiến lan tới Bắc Nhật Bản, Tōgō trở thành sĩ quan hạng ba trên tàu Kasuga trong các trận chiến cuối cùng với tàn dư của lực lượng Mạc Phủ như trận thủy chiến Miyako và thủy chiến Hakodate (1869).
Sau khi cuộc chiến kết thúc vào mùa thu năm 1869, Tōgō, theo chỉ dẫn của gia tộc Satsuma, lần đầu tiên đến cảng ở Yokohama để học tiếng Anh. Ông cư trú tại Yokohama với Daisuke Shibata, một quan chức chính phủ thành thạo tiếng Anh và học phát âm phát âm từ Charles Wagman, phóng viên của báo The Illustrated London. Tōgō đã tiến bộ nhanh chóng và hoàn thành vào năm 1870, đồng thời có được vị trí tại Trường Huấn luyện Hải quân Hoàng gia Nhật Bản mới thành lập tại Tsukiji, Tokyo.

## Đào tạo tại Anh (1871–1878)
Vào tháng 2 năm 1871, Togo và mười một học viên sĩ quan Nhật Bản khác đã được lựa chọn để đi đến Anh để tiếp tục nhận đào tạo hải quân. Togo sống và học tập tại Anh trong thời gian bảy năm. Đến Tháng 4 năm 1871 sau một cuộc hành trình 80 ngày tại cảng Southampton, Togo đầu tiên tới London, lúc bấy giờ là thành phố đông dân nhất trên thế giới.
Các học viên Nhật Bản đã được tách ra và gửi đến Trung tâm tiếng Anh để học tập tiếng Anh, phong tục và cách cư xử. Togo ban đầu được gửi đến nội trú tại cảng hải quân lớn ở Plymouth, để học tập về Hải quân Hoàng gia Anh. sau đó, ông đã nghiên cứu lịch sử, toán học và kỹ thuật tại một trường dự bị hải quân ở Portsmouth dưới sự chỉ đạo của một giáo viên và mục sư địa phương để chuẩn bị cho nhập học vào trường Cao đẳng hải quân Hoàng gia tại Dartmouth.
Vào năm 1872 khi Hải quân Anh cho biết không có nơi ở tại Dartmouth cho các học viên tiếng Nhật, Togo đã nhập học như một thiếu sinh quân trên HMS Worcester. Sau hai năm đào tạo, Togo đã tốt nghiệp với vị trí thứ hai trong lớp.
Trong năm 1875, Tōgō đã đi khắp thế giới như một thủy thủ bình thường trên tàu huấn luyện Hampshire của Anh, ông rời Anh vào tháng Hai và ở bảy mươi ngày trên biển cho đến khi tới Melbourne. Togo đã khởi hành ba mươi nghìn dặm trước khi trở về Anh vào tháng năm 1875. Trong suốt mùa thu và mùa đông năm 1875-1876, Togo đã trải qua năm tháng nghiên cứu toán học tại Cambridge và tiếng Anh dưới sự chỉ đạo của Rev. Arthur Douglas Capel.
Tōgō vắng mặt ở Nhật Bản khi cuộc nổi loạn Satsuma diễn ra vào năm 1877. Ba anh em của ông đều chiến đấu trong cuộc nổi loạn: hai người đã bị giết trong trận chiến, và người thứ ba chết ngay sau kết thúc cuộc nổi loạn. Sau đó, Tōgō thường tỏ ra hối tiếc về số phận của cuộc nổi loạn và cả ân nhân của ông, Saigō Takamori.

## Trở về nhật bản
Tōgō, được thăng cấp trung úy, cuối cùng đã trở về Nhật Bản vào ngày 22 tháng 5 năm 1878 trên con tàu Hiei., sau đó được chuyển đến tàu hộ tống Amagi. Năm 1882, Tōgō theo tàu của mình đổ bộ tại Seoul sau sự kiện Imo.
Năm 1883, Tōgō được giao quyền chỉ huy con tàu đầu tiên của mình và hợp tác với các hạm đội Anh, Mỹ và Đức trong thời gian này.